# Andrei Kemenici
Andrei Kemenici (n. 25 noiembrie 1936, Bicaz, România – d. 11 august 2021) a fost un general român. În decembrie 1989 a fost comandantul garnizoanei din Târgoviște (UM 01417).
A fost ofițer de Rachete și Artilerie Antiaeriană, promoție 1958 a Școlii Militare de Artilerie Antiaeriană – Brașov.